# Noam Bahat
Noam Bahat nació en Nirit, Israel el 29 de enero de 1983. Es un activista por la paz y contra la ocupación en los Territorios Palestinos. 
En diciembre de 2002 entró en la cárcel, por su rechazo a entrar en el ejército israelí. En enero de 2003 con Hilel Goral, se declara en huelga de hambre durante 16 días. Bahat escribe en su declaración: "Me declaro en huelga de hambre como protesta por mi confinamiento en una celda militar a causa de mi opinión contra la ocupación del pueblo palestino. También protesto contra la propia ocupación."

## Sentencia
En 2003 tuvo un juicio con otros 4 objetores de conciencia, Adam Maor, Jaguay Matar (Haggai Matar), Matan Kaminer y Shimri Zameret. El 4 de enero de 2004 se terminó el juicio y los cinco recibieron un año agregado a todo el tiempo en que habían estado presos durante el juicio. Los cinco fueron liberados después de 465 días el 15 de septiembre de 2004.